# 天津官医院
天津官医院是北洋军医学堂的附属医院。

## 历史
于1904年秋天创立，由总督衙门管辖。坐落于河北区金家窑三岔河口水师营旧址。由北洋军医学堂总办徐华清管理。医员有医院监督傅汝勤、北洋军医学堂总教习平贺、高桥等，为军医学堂的学生作临床讲授并从事对患者的治疗。此外，天津官医院还设有药局及磨工监督、看护、调剂生、磨工见习数人。